# James Garner (cầu thủ bóng đá, sinh 2001)
James David Garner (sinh ngày 13 tháng 3 năm 2001) là một cầu thủ bóng đá chuyên nghiệp người Anh, hiện đang thi đấu ở vị trí tiền vệ cho câu lạc bộ Everton.

## Sự nghiệp câu lạc bộ

### Manchester United

#### Sự nghiệp thiếu niên
Garner sinh ra ở Birkenhead, Anh. Anh gia nhập học viện Manchester United lúc 8 tuổi. Garner góp mặt trong đội hình U18 Manchester United vào cuối mùa giải 2016–17, xuất hiện trên băng ghế dụ bị trước các đối thủ Arsenal và Blackburn Rovers. Anh ký hợp đồng chuyên nghiệp với Học viện vào tháng 7 năm 2017 và thường xuyên góp mặt trong đội hình U18 trong mùa giải 2017–18, ghi 4 bàn thắng sau 24 lần ra sân trên mọi đấu trường để giúp Manchester United giành chức vô địch Premier League North; Tuy nhiên, Anh đã bỏ lở trận chung kết với Chelsea khi anh đang làm nhiệm vụ quốc tế. Anh cũng có 8 lần ra sân cho U19 Manchester United giúp Câu lạc bộ lọt vào 1/16 của giải UEFA Youth League 2017–18 trước khi bị loại bởi Liverpool.

#### Mùa giải 2018–19
Garner lần đầu tiên tham gia với đội một Manchester United trong chuyến du đấu Mỹ vào mùa hè 2018, trong trận đấu gặp San Jose Earthquakes vào ngày 22 tháng 7, trước khi được thay thế bởi Scott McTominay sau hiệp một. Anh cũng góp mặt trong trận đấu với Real Madrid vào ngày 1 tháng 8 và Bayern Munich vào ngày 5 tháng 8. Khi Manchester United đủ điều kiện vượt qua vòng bảng của UEFA Champions League 2018–19, Garner đã được ghi tên trên băng ghế dự bị cho trận đấu cuối cùng của họ với Valencia vào ngày 12 tháng 12 nhưng không được sử dụng trong trận đấu. Anh cũng góp mặt trong đội hình dự bị cho trận gặp Reading vào ngày 5 tháng 1 năm 2019 tại vòng 3 của giải Cúp FA 2018–19 nhưng một lần nữa không được sử dụng.
Vào ngày 27 tháng 2 năm 2019, anh ra mắt đội một, xuất hiện như một người thay thế ở phút thứ 90 cho Fred trong chiến thắng 3–1 trước đối thủ Crystal Palace. Vào ngày 15 tháng 3, Garner đã ký hợp đồng gia hạn, giữ anh ở United cho đến tháng 6 năm 2022 với một điều kiện gia hạn thêm một năm nữa.

#### Mùa giải 2019–20
Garner một lần nữa được đi du đấu mùa hè cùng với đội 1 trong năm 2019, cùng với các cầu thủ học viện khác như Angel Gomes, Tahith Chong và Mason Greenwood. Anh vào sân thay cho Luke Shaw ở phút 83 trong trận gặp Perth Glory, anh ghi bàn cho đội 1 ngay khi có mặt trên sân chưa đầy 2 phút, một cú sút thấp vào góc dưới bên phải từ ngoài vòng cấm.

### Cho mượn tại Watford
Ngày 18 tháng 9 năm 2020, Garner gia nhập Watford theo dạng cho mượn đến hết mùa giải.

## Sự nghiệp quốc tế
Garner từng cùng đội tuyển U-17 Anh lọt vào bán kết giải vô địch bóng đá U-21 châu Âu 2017.
Ngày 13 tháng 10 năm 2020, Garner có trận ra mắt đội U-20 Anh trong chiến thắng 2–0 trước Wales tại St. George's Park.

## Thống kê sự nghiệp
Tính đến ngày 27 tháng 2 năm 2019
| Câu lạc bộ          | Mùa giải            | Giải quốc gia       | Giải quốc gia | Giải quốc gia | Cúp FA | Cúp FA | League Cup | League Cup | Cúp châu Âu | Cúp châu Âu | Tổng cộng | Tổng cộng |
| Câu lạc bộ          | Mùa giải            | Giải                | Trận          | Bàn           | Trận   | Bàn    | Trận       | Bàn        | Trận        | Bàn         | Trận      | Bàn       |
| ------------------- | ------------------- | ------------------- | ------------- | ------------- | ------ | ------ | ---------- | ---------- | ----------- | ----------- | --------- | --------- |
| Manchester United   | 2018–19             | Premier League      | 1             | 0             | 0      | 0      | 0          | 0          | 0           | 0           | 1         | 0         |
| Tổng cộng sự nghiệp | Tổng cộng sự nghiệp | Tổng cộng sự nghiệp | 1             | 0             | 0      | 0      | 0          | 0          | 0           | 0           | 1         | 0         |